# L'indiano - Il concerto 1981/82
L'indiano - Il concerto 1981/82 è un album dal vivo postumo di Fabrizio De André pubblicato nel 2012 solo in edicola, all'interno del cofanetto I concerti.

## Tracce

### Disco 1
1. Quello che non ho
2. Canto del servo pastore
3. Fiume Sand Creek
4. Hotel Supramonte
5. Franziska
6. Se ti tagliassero a pezzetti
7. Verdi pascoli
8. Presentazione band (parlato)
9. La guerra di Piero

### Disco 2
1. Bocca di rosa
2. Giugno '73
3. Amico fragile
4. La cattiva strada
5. Via del Campo
6. Andrea
7. Avventura a Durango (Romance in Durango) - Milano, Teatro Tenda
8. Il pescatore – Milano, Teatro Tenda